# العلاقات الأمريكية البليزية
العلاقات الأمريكية البليزية هي العلاقات الثنائية التي تجمع بين الولايات المتحدة وبليز.

## مقارنة بين البلدين
هذه مقارنة عامة ومرجعية للدولتين:
| وجه المقارنة                                              | الولايات المتحدة                                                                                                  | بليز         |
| --------------------------------------------------------- | --- | ------------ |
| المساحة (كم2)                                             | 9.83 مليون | 22.97 ألف    |
| عدد السكان (نسمة)                                         | 311.58 مليون | 374.68 ألف   |
| الكثافة السكانية (ن./كم²)                                 | 31.7 | 16.31        |
| العاصمة                                                   | واشنطن العاصمة | بلموبان      |
| اللغة الرسمية                                             | لغة إنجليزية | لغة إنجليزية |
| العملة                                                    | دولار أمريكي | دولار بليزي  |
| الناتج المحلي الإجمالي (بليون دولار)                      | 19.39 تريليون | 1.84 مليار   |
| الناتج المحلي الإجمالي (تعادل القوة الشرائية) بليون دولار | 18.04 تريليون | 3.05 مليار   |
| الناتج المحلي الإجمالي الاسمي للفرد دولار أمريكي          | 56.12 ألف | 4.88 ألف     |
| الناتج المحلي الإجمالي للفرد دولار أمريكي                 | 54.63 ألف | 8.42 ألف     |
| مؤشر التنمية البشرية                                      | 0.920 | 0.715        |
| رمز المكالمات الدولي                                      | +1 | +501         |
| رمز الإنترنت                                              | .us، حكومة، .mil، Edu.                                                                                            | .bz          |
| المنطقة الزمنية                                           | توقيت ساموا الأمريكية، توقيت أطلنطي موحد، منطقة زمنية وسطى، توقيت ألاسكا ‏، المنطقة الزمنية الجبلية، توقيت تشامرو ‏ | 00           |

## مدن متوأمة
في ما يلي قائمة باتفاقيات التوأمة بين مدن أمريكية وبليزية:
- ترتبط آن آربر مع مدينة بليز باتفاقية توأمة.

## منظمات دولية مشتركة
يشترك البلدان في عضوية مجموعة من المنظمات الدولية، منها:
| علم المنظمة | اسم المنظمة                        | تاريخ انضمام الولايات المتحدة | تاريخ انضمام بليز |
| ----------- | ---------------------------------- | ----------------------------- | ----------------- |
|             | وكالة ضمان الاستثمار متعدد الأطراف | 12 أبريل 1988                 | 29 يونيو 1992     |
|             | الاتحاد الدولي للاتصالات           | 1 يوليو 1908                  | 16 ديسمبر 1981    |
|             | يونسكو                             | 4 نوفمبر 1946                 | 10 مايو 1982      |
|             | الأمم المتحدة                      | 24 أكتوبر 1945                | 25 سبتمبر 1981    |
|             | البنك الدولي للإنشاء والتعمير      | 27 ديسمبر 1945                | 19 مارس 1982      |
|             | مؤسسة التمويل الدولية              | 20 يوليو 1956                 | 19 مارس 1982      |
|             | منظمة الشرطة الجنائية الدولية      | ?                             | ?                 |
|             | مؤسسة التنمية الدولية              | 24 سبتمبر 1960                | 19 مارس 1982      |
|             | الاتحاد البريدي العالمي            | ?                             | ?                 |
|             | منظمة حظر الأسلحة الكيميائية       | ?                             | ?                 |
|             | الفريق المعني برصد الأرض           | ?                             | ?                 |
|             | منظمة التجارة العالمية             | ?                             | ?                 |

## أعلام
هذه قائمة لبعض الشخصيات التي تربطها علاقات بالبلدين:
- ألبرت موراليس (25 مايو 1991 – )
- أندرو بالين (منتج تلفزيوني أمريكي، 27 أبريل 1973 – )
- جو باتشيكو (19 فبراير 1985 – )
- زي إدجيل (كاتبة بليزية، 21 أكتوبر 1940[25] – )
- سيمون بايلز (لاعبة جمباز فني من الولايات المتحدة الأمريكية، 14 مارس 1997[26][27] – )
- ماريون جونز (12 أكتوبر 1975[28][29][30] – )
- مايكل سالازار (لاعب كرة قدم بليزي، 15 نوفمبر 1992[31] – )
- ميلت بالاسيو (لاعب كرة سلة بليزي، 7 فبراير 1978 – )
- نانا منساه (لاعب كرة قدم من الولايات المتحدة، 19 يناير 1989 – )
- هوستون (26 أكتوبر 1983[32] – )

## وصلات خارجية
- موقع وزارة الخارجية الأمريكية
- موقع وزارة الخارجية البليزية